# Утятниця

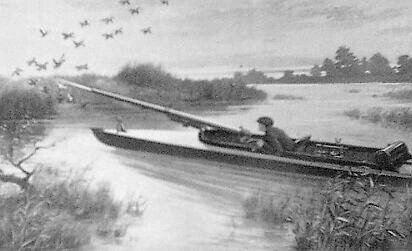
Полювання на качок на човні з утятницею.

Утятниця або гусятниця (англ. punt gun, duck gun) — великокаліберний дробовик для полювання на качок та гусей, що нині майже не використовується. Характерними ознаками цієї рушниці є великий калібр, довге дуло та здатність до масового ураження цілей на значній відстані одним пострілом.

## Конструкція
Калібр деяких утятниць сягає 5 сантиметрів, а вага заряду дробу — півкілограма. Такі рушниці здатні одним пострілом вбити до 50 птахів. Рушниці зазвичай закріплювалися на човнах, звідси одна з англійських назв цієї зброї (англ. punt — плоскодонка). Наведення звичайно здійснювалося поворотом човна.

## Правовий статус
Утятниці призвели до швидкого винищення водоплавної птиці. Тому вже в XIX столітті було законодавчо обмежено їх використання. У більшості штатів США полювання з утятниці було заборонене до 1860-х років. У Великій Британії закон обмежує калібр утятниць 44 міліметрами.